# Grão Vasco
Grão Vasco nato Vasco Fernandes (Viseu, 1475 circa – 1542 circa) è stato un pittore portoghese, uno dei principali del Rinascimento portoghese.

## Biografia[1]
Secondo la tradizione locale, Grão Vasco (il Grande Vasco), nacque intorno a Viseu, ma non esiste alcun documento che registri il suo luogo o la sua data di nascita, né i nomi dei suoi genitori. Il più antico documento a suo nome, risalente all'anno 1501-1502, si riferisce a lui come già sposato e pittore a Viseu, il che ci consente di dedurre che era nato intorno al 1475. Tra la fine del 1542 e l'inizio dell'anno seguente, come confermato indirettamente da alcuni documenti, morì in questa stessa città, lasciando la vedova e due figlie.
Per aiutarci a ricostruire la sua vita economica e artistica, esistono circa cinquanta documenti scritti, per lo più conservati presso gli archivi del distretto di Viseu e quello di Torre do Tombo, a Lisbona. Attraverso questi documenti, e grazie alla presenza di alcuni dipinti che sono rimasti nei luoghi di culto fino ai giorni nostri, è noto che lavorò per i vescovi di Viseu e Lamego, in particolare per le due cattedrali, e per importanti conventi e monasteri nelle regioni del Duero e Beiras, come Santa Maria de Salzedas, São Francisco de Orgens e Santa Cruz de Coimbra.

## Influenze e stile[1]
Non essendoci documenti biografici risalenti a quel periodo, non si conosce il luogo preciso in cui apprese l'arte della pittura. Tuttavia, considerando che non c'era nessun grande maestro che lo precedesse a Viseu e che fosse in rapporti amichevoli con Jorge Afonso, il pittore ufficiale di Dom Manuel I, è molto probabile che abbia imparato a dipingere a Lisbona, proprio come gli altri pittori della sua città. 

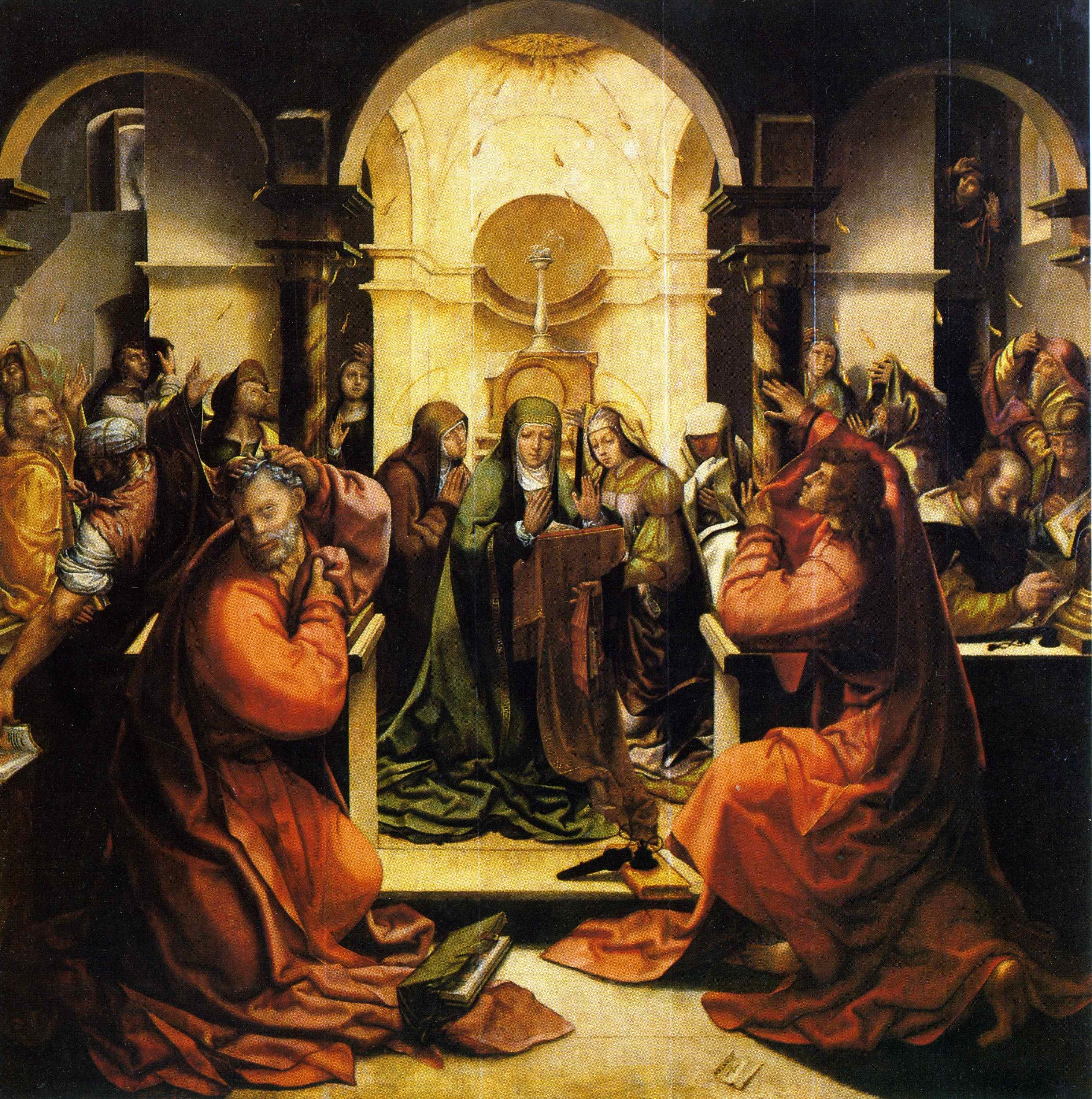
Pentecoste, Grão Vasco, 1534

La base per identificare il processo creativo del grande maestro del Rinascimento portoghese, o le opere che sono sicuramente note per essere state prodotte da Grão Vasco, sono i due dipinti che ha firmato - il Compianto con i santi francescani, risalente all'incirca al 1520, noto come Trittico di Cook perché fu venduto a un collezionista inglese e si trova attualmente al Museu Nacional de Arte Antiga, e la pala d'altare con il tema della Pentecoste, dipinta nel 1535, conservata nella sagrestia dell'Igreja de Santa Cruz di Coimbra - così come i cinque pannelli rimasti dell'ex pala d'altare del coro della Cattedrale di Lamego, esposti nel museo di quella città, e il magnifico San Pietro di questa collezione, dipinto intorno al 1529 per la Cattedrale di Viseu. A partire da questa base sicura, è possibile includere altri trentatré pannelli nel suo universo creativo, o in altre parole è possibile identificare la partecipazione e il coinvolgimento individuale di Grão Vasco in un totale di quarantuno dipinti, anche se alcuni di essi sono il risultato di un lavoro di collaborazione, come nel caso dei quattordici pannelli dell'ex pala d'altare della cattedrale.
Per quanto riguarda il corso dello sviluppo estetico del maestro, si può dire che si è evoluto da influenze marcatamente nordiche - chiaramente evidenti nella pala d'altare della Cattedrale di Viseu, dove aveva lavorato con pittori di origine fiamminga - a influenze italiane. Un evento decisivo nel suo sviluppo artistico fu l'arrivo di Dom Miguel da Silva da Roma per assumere la carica di vescovo di Viseu (1525-1540). Questo fu il mecenate che, tra le altre opere, gli commissionò le cinque grandi pale d'altare per la cattedrale, una delle quali di San Pietro.
Lavorando con un linguaggio artistico altamente personalizzato e facilmente caratterizzabile, che può essere definito dal suo uso di una tavolozza più scura rispetto agli altri pittori portoghesi del suo tempo, eppure comunque con infinite gradazioni di tono, il suo uso sensibile della luce fondamentalmente per rappresentare lo spazio in profondità e spazializzare la forma, la straordinaria plasticità dei tessuti, la potente caratterizzazione dei volti e il drammatico coinvolgimento delle figure, il realismo e i minimi dettagli descrittivi di scenari e ornamenti, utilizzando abitualmente semplici oggetti della vita familiare, Grão Vasco è una figura centrale e meritatamente importante nella storia della pittura portoghese.

## Eredità[1]

Gesù nella casa di Marta (1535 circa), di Grão Vasco, ora al Museo Grão Vasco

L'importanza economica delle diocesi di Viseu e Lamego, il prestigio sociale, politico e culturale dei loro vescovi, membri della nobiltà e consiglieri del re, i potenti centri religiosi della regione, il successo di cui godeva la pittura all'epoca, e naturalmente, il merito artistico del pittore, tutti questi fattori consentirono alla sua bottega di trasformarsi in uno dei centri di produzione più importanti del Paese. In effetti, dopo il 1520, oltre a Vasco Fernandes, vi erano diversi pittori attivi a Viseu, collegati sia professionalmente che da legami di parentela, che seguirono da vicino il suo sviluppo artistico. Il più importante di questi fu Gaspar Vaz, nato a Viseu, che fu spesso suo collaboratore.

## Galleria d'immagini

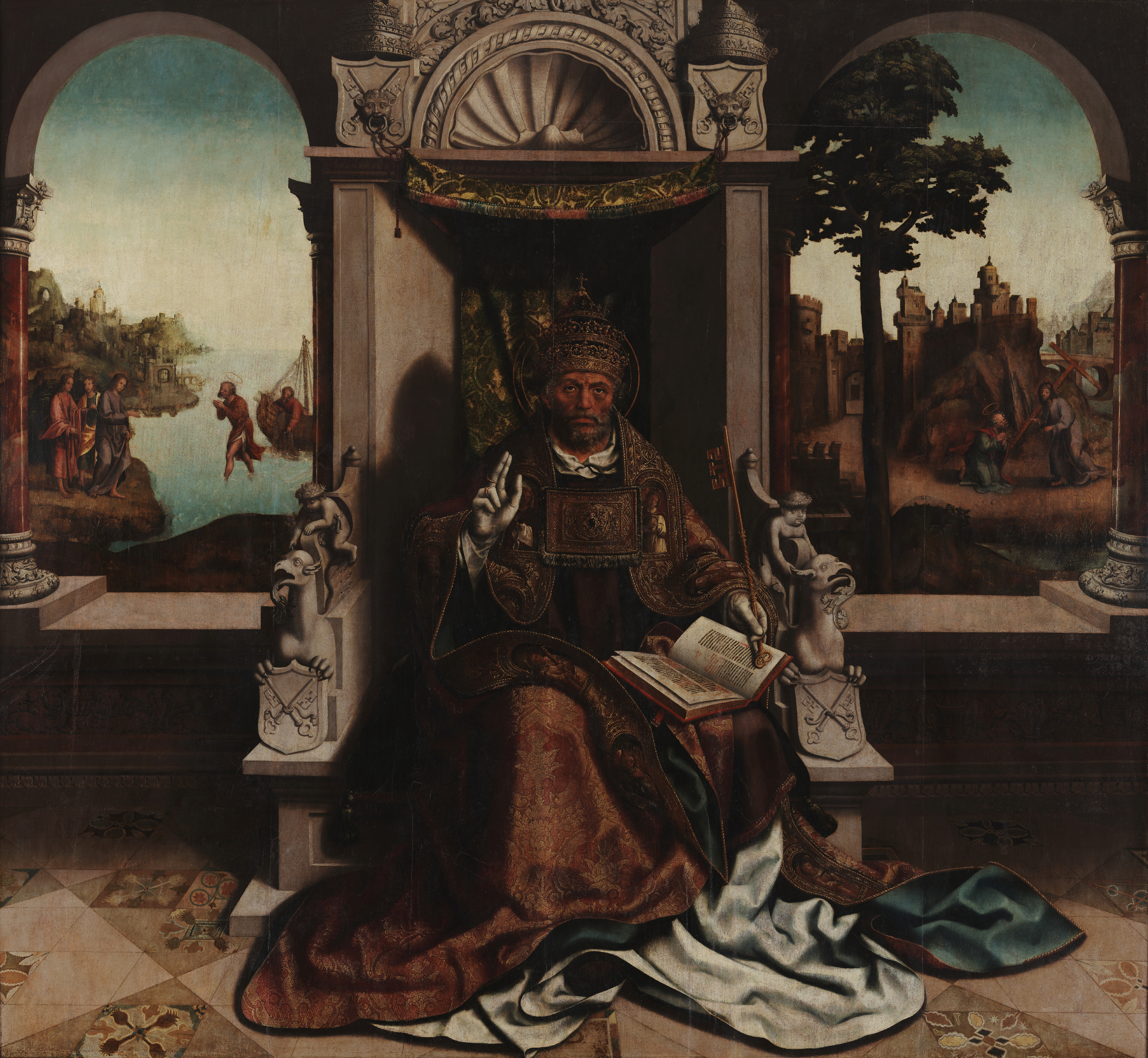
San Pietro
Ultima cena
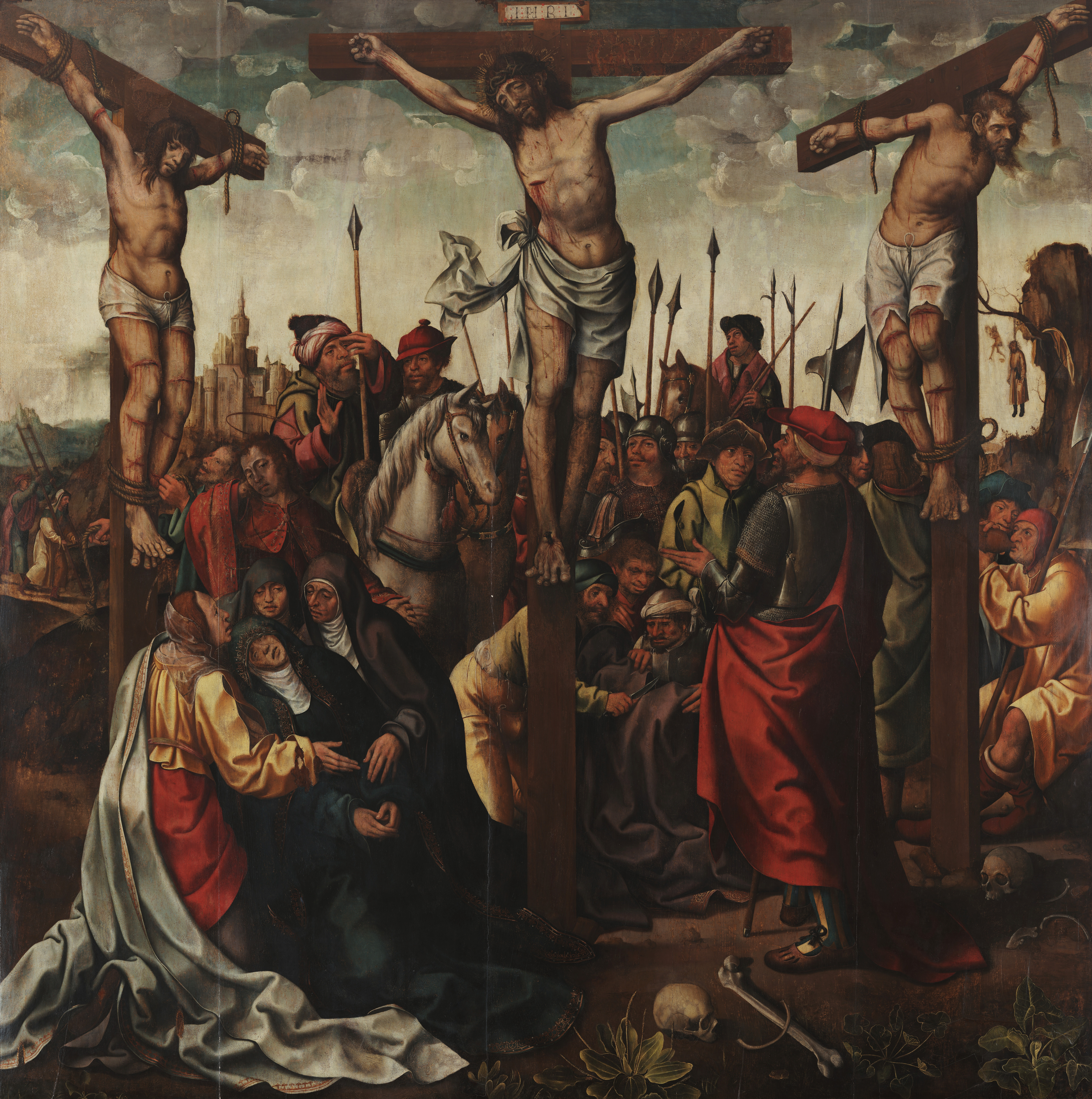
Crocefissione